# Mighty Moshin’ Emo Rangers
Mighty Moshin' Emo Rangers ist eine seit 2005 produzierte Kurzserie, die auf dem Sender MTV UK ausgestrahlt wird. Die Serie ist eine Parodie der Erfolgsserie Power Rangers, die sich gegen die Emo-Subkultur wendet und diese veralbert. Regisseure der Serie sind Chris Phillips und Nick Pittom, welche beide in Essex/England leben. Der Titelsong Go, go! Emo Rangers kommt von der britischen Post-Hardcore-Band Fei Comodo.

## Entstehungsgeschichte
Ursprünglich waren die Mighty Moshin' Emo Rangers als Spaßprojekt gedacht, dessen Videos man auf Online-Videoplattformen wie YouTube, MyVideo und MySpace hochgeladen hat. 2006 wurde MTV UK auf die Parodie aufmerksam und sendet seitdem die Kurzserie aus. Die Serie läuft seit Ende 2006 auch auf dem US-amerikanischen MTV-Sender.
Phillips und Pittom planen seit Längerem auch eine DVD-Veröffentlichung der Serie. Ein Termin für die Veröffentlichung der DVD steht schon fest.

## Kontrakt mit MTV
Im September 2006 kaufte sich MTV fünf Folgen der Serie sowie ein Weihnachtsspezial, die auf MTV und MTV2 gesendet wurden.
Die Drehorte der Serie lagen allesamt im britischen Chelmsford. 

## Erfolg
Die Serie wurde ein großer Erfolg. Was die Produzenten veranlasste eine zweite Staffel zu drehen. Diese wurden jedoch erst vier Jahre später realisiert. Im Vergleich zur ersten Staffel enthält die neue Staffel mehr Episoden und Visual Effects, die die Show professioneller aussehen lassen. 

## Videospiel
Über die Serie wurde bereits ein Videospiel veröffentlicht mit dem Titel Go Go Emo Rangers. Anfangs konnte man das Spiel nur auf der offiziellen Homepage bei MTV spielen, inzwischen ist das Spiel auch auf anderen Internetspieleplattformen wie Newgrounds spielbar.